# Entomacrodus vermiculatus
Entomacrodus vermiculatus är en fiskart som först beskrevs av Valenciennes, 1836.  Entomacrodus vermiculatus ingår i släktet Entomacrodus och familjen Blenniidae. Inga underarter finns listade i Catalogue of Life.